# KPD 0005+5106
KPD 0005+5106 ist ein Weißer Zwerg im Sternbild Kassiopeia. Mit einer Oberflächentemperatur von 200.000 Kelvin ist er der heißeste bekannte Weiße Zwerg (Stand 2009). Als "pre-White-Dwarf" ist der Stern vermutlich noch im Stadium des Heliumbrennens, kurz bevor die Kernfusion endgültig zum Erliegen kommt.